# Campanula kantschavelii
Campanula kantschavelii là loài thực vật có hoa trong họ Hoa chuông. Loài này được Zagar. mô tả khoa học đầu tiên năm 1936.